# Tíquer

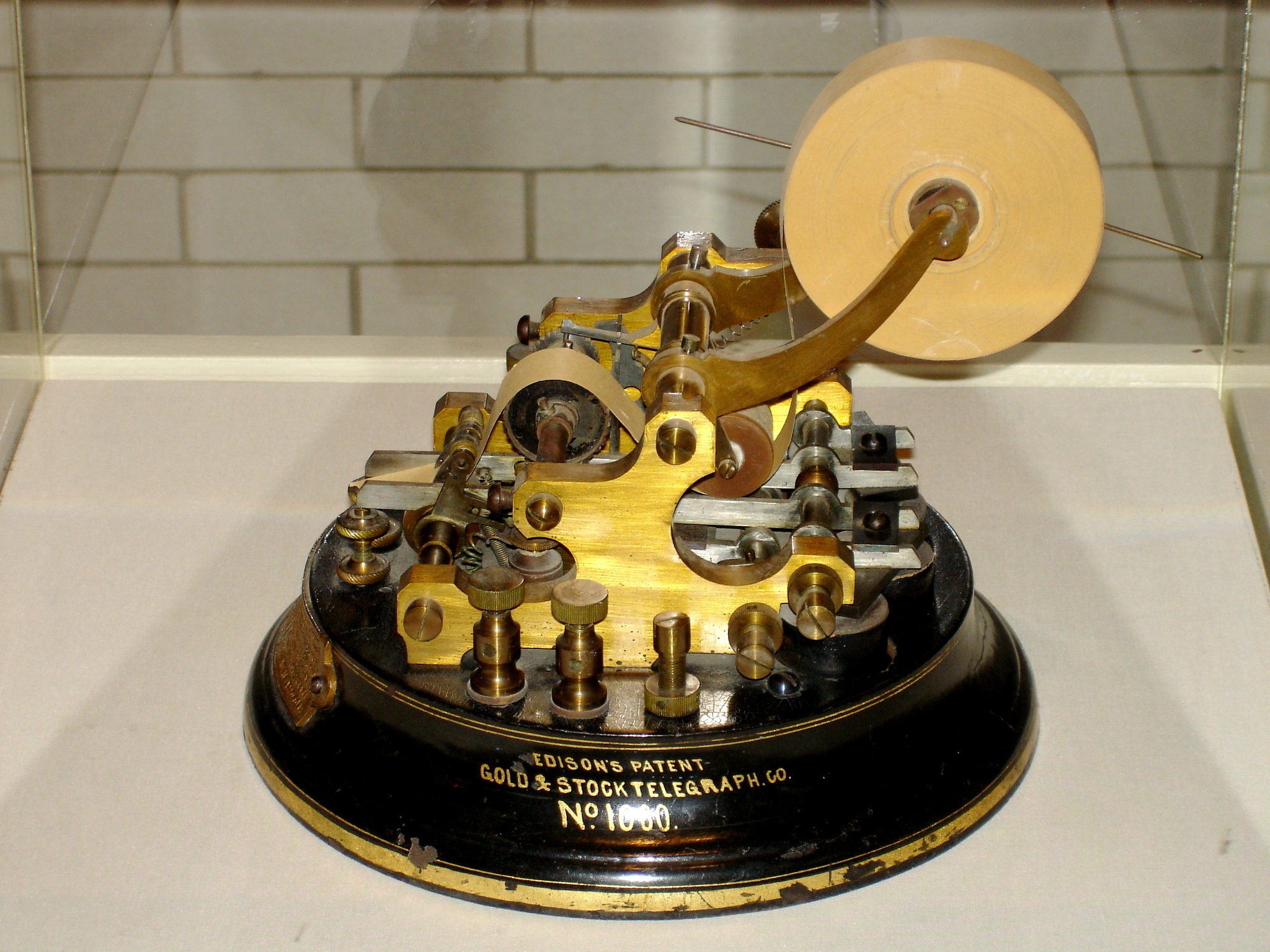
La màquina de tickers d'Edison

Tíquer (anglès: ticker tape machine) - és un dispositiu per a la transmissió telegràfica o télex de les cotitzacions de borsa en temps real. Per metonímia, les abreviatures telegràfiques dels noms d'empreses van començar a anomenar-se tickers, a partir del nom d'un telègraf especialitzat.

## Història

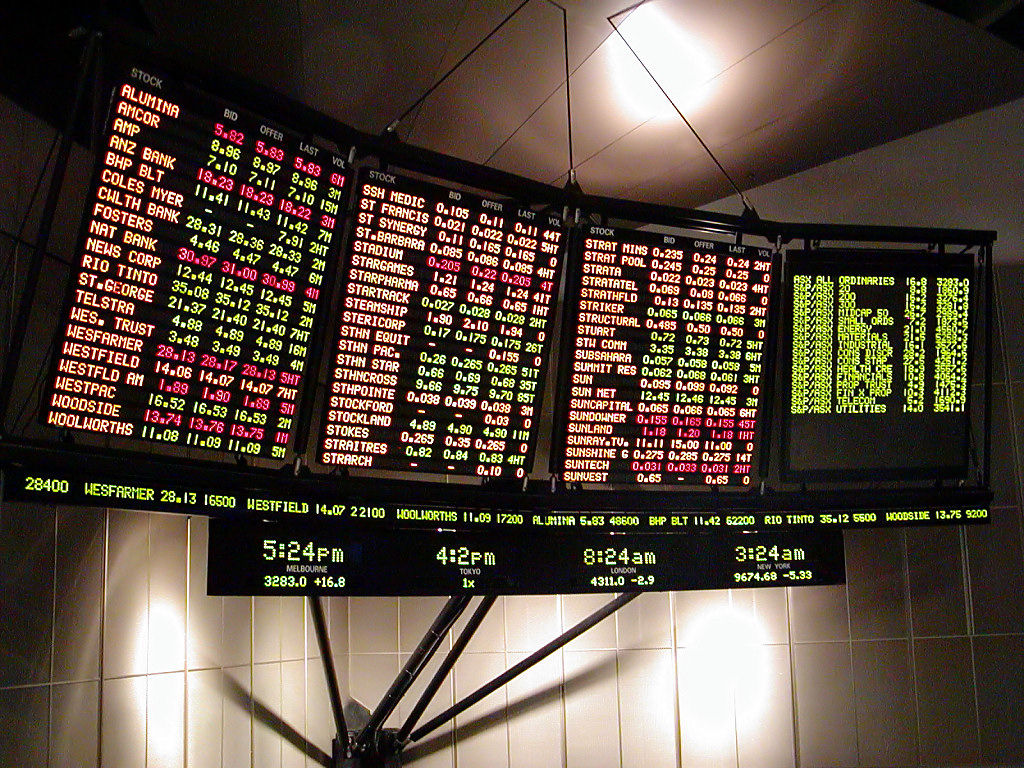
Monitor de ticker modern

Encara que els sistemes d'impressió telegràfica van ser inventats per primera vegada per la Royal Earl House el 1846, els primers models eren fràgils, requerien potència manual, sovint no sincronitzaven l'emissor i el receptor i no es van popularitzar en un ús comercial generalitzat. David E. Hughes va millorar el disseny del telègraf d'impressió amb la potència del pes del rellotge el 1856, i el seu disseny es va millorar encara més i es va fer viable per a ús comercial quan George M. Phelps va idear un sistema de resincronització el 1858 El primer sistema de cotització de les accions que utilitzava una impressora telegràfica va ser inventat per Edward A. Calahan el 1863; va presentar el seu dispositiu a la ciutat de Nova York el 15 de novembre de 1867. Les primeres versions dels stock tickers van proporcionar el primer mitjà mecànic per transmetre els preus de les accions ("cotitzacions"), a llarga distància mitjançant cablejat telegràfic. En els seus inicis, el ticker utilitzava els mateixos símbols que el codi Morse com a mitjà per transmetre missatges.
Una de les primeres màquines pràctiques de ticker, l'Universal Stock Ticker desenvolupada per Thomas Edison el 1869, utilitzava caràcters alfanumèrics amb una velocitat d'impressió d'aproximadament un caràcter per segon. Es va connectar una màquina d'escriure especial als cables del telègraf per connectar-se a l'extrem oposat a la màquina de ticker. El text escrit a màquina apareixia en una cinta de paper estreta i contínua des de l'extrem oposat de l'enllaç. La màquina tenia una velocitat d'impressió d'aproximadament un caràcter per segon.
Un altre desenvolupament va ser el teletip, on el text s'imprimia línia per línia sobre paper d'amplada estàndard.
Actualment, les taxes de les últimes transaccions de canvi es mostren com una línia progressiva al marcador. En un monitor d'ordinador, la pantalla pot tenir forma de taula de preus o en forma de gràfics que demostrin clarament la dinàmica dels canvis.